# Ϡ
Sampi (mayúscula Ϡ, minúscula ϡ; forma arcaica epigráfica (jónica):  Ͳ ͳ) es una letra obsoleta del alfabeto griego. Se utilizó esta letra como letra alfabética en algunos dialectos jónicos del griego antiguo. Su valor fonemático era [ts] o [ss]. Se mantuvo en uso como numeral en la numeración griega. El nombre «sampi» parece proceder de [o]sàn pî: «como pi», ya que su forma bizantina (ϡ) era semejante al de una pi cursiva (π).

## Historia

### Variantes epigráficas

Variante jónica (estándar)

Variante panfilia

En las fuentes epigráficas arcaicas aparecen las siguientes variantes:

## Uso
Tiene un valor de 900 (ϡʹ) en el sistema de numeración griego.

## Unicode
Debido a la multitud de formas que puede tomar, aparece codificada en numerosas variantes:
| Character | Shape | Code    | Name                               | Version | Año  |
| --------- | ----- | ------- | ---------------------------------- | ------- | ---- |
| Ͳ         |       | U+0372  | GREEK CAPITAL LETTER ARCHAIC SAMPI | 5.1     | 2008 |
| ͳ         |       | U+0373  | GREEK SMALL LETTER ARCHAIC SAMPI   | 5.1     | 2008 |
| Ϡ         |       | U+03E0  | GREEK LETTER SAMPI                 | 1.1     | 1993 |
| ϡ         |       | U+03E1  | GREEK SMALL LETTER SAMPI           | 3.0     | 1999 |
| Ϸ         | Þ     | U+03F7  | GREEK CAPITAL LETTER SHO           | 4.0     | 2003 |
| ϸ         | þ     | U+03F8  | GREEK SMALL LETTER SHO             | 4.0     | 2003 |
| Ϻ         | M     | U+03FA  | GREEK CAPITAL LETTER SAN           | 4.0     | 2003 |
| ϻ         |       | U+03FB  | GREEK SMALL LETTER SAN             | 4.0     | 2003 |
| Ⳁ         |       | U+2CC0  | COPTIC CAPITAL LETTER SAMPI        | 4.1     | 2005 |
| ⳁ         |       | U+2CC1  | COPTIC SMALL LETTER SAMPI          | 4.1     | 2005 |
| 𐍊         |       | U+1034A | GOTHIC LETTER NINE HUNDRED         | 3.1     | 2001 |